# Pavel Tomšič
Pavel Jožef Tomšič, slovenski zdravnik, * 7. september 1927, Knežak, † 15. december 2015, Švedska

## Življenje in delo
Po končani ljudski šoli v rojstnem kraju je obiskoval gimnazijo na Reki. Med vojno je bil zaprt v Torinu, nato se je pridružil partizanom. Leta 1946 je opravlil matruro na slovenski gimnaziji v Trstu in se vpisal na študij medicine na  Univerzi v Padovi. Julija 1947 je odšel v Prago. Po resoluciji informbiroja je v Pragi ostal brez dovoljenja za bivanje, kakor tudi brez iztopne vize. Uspel je pobegniti v Avstrijo. Študij je nadaljeval na Univerzi v Gradcu. Leta 1951 je odšel v Stockholm, kjer se je preživljal s priložnostnim delom. Z denarjem, ki ga je tako zaslužil v enem letu, je lahho nadaljeval študij in leta 1955 v Gradcu diplomiral.
V graški bolnišnici je delal na kirurgiji, nato ponovno odšel na Švedsko, kjer je nostrificiral diplomo in se zaposlil kot kirurg. Kasneje se je v ladjedelniški ambulánti ukvarjal z medicino dela in opravil specialistični izpit. Posebej so ga zanimali azbestoza, hrup na delovnem in poškodbe pri delu. O industrijskem hrupu in njegovih posledicah je objavil nekaj člankov. Ob osamosvojirvi Slovenije je v švedske časopise pisal članke in objavljal prispevke na radiu o dejanskem  položaju v Sloveniji in borbi za osamosvojitev.